# Onychium
Onychium (Onychium) je rod kapradin z čeledi křídelnicovité. Jsou to nevelké kapradiny s jemně členěnými listy. Rod zahrnuje asi 10 druhů a je rozšířen v Asii a severovýchodní Africe.

## Popis
Zástupci rodu onychium jsou pozemní kapradiny. Oddenek je většinou dlouze plazivý, s hnědými, celokrajnými plevinami. Cévní svazky jsou typu sifonostélé. Listy jsou stejnotvaré nebo lehce dvoutvárné. Řapík je slámově žlutý až tmavě hnědý, na bázi se 2 cévními svazky. Čepel listů je bylinná až papírovitá, vejčitě trojúhelníkovitá až vejčitě kopinatá, jemně 2x až 5x zpeřeně členěná. Poslední úkrojky listů jsou drobné a úzké, kopinaté nebo úzce podlouhlé, na bázi klínovité a často sbíhavé. Žilnatina je tvořena volnými, jednoduchými nebo zpeřeně větvenými žilkami. Na fertilních listech jsou žilky u okraje spojeny průběžnou žilkou (tzv. komisura). Výtrusné kupky jsou podlouhlé, umístěné podél komisury a kryté nepravou ostěrou. Spory jsou zaobleně trojhranné, triletní.

## Rozšíření
Rod onychium zahrnuje asi 10 druhů. Je rozšířen v Asii od Íránu a Pákistánu po Japonsko, jihovýchodní Asii a Oceánii. Druh Onychium divaricatum se vyskytuje i v severovýchodní Africe a Arábii.

## Taxonomie
Rod Onychium je v rámci čeledi Pteridaceae řazen do podčeledi Pteridoideae. Nejblíže příbuzným rodem je rod Actiniopteris.

## Význam
Druh Onychium japonicum je atraktivní kapradina s jemně členěnými listy. Pro pěstování v České republice je málo zimovzdorná. Některé druhy jsou pěstovány ve sklenících botanických zahrad.